# النشرة الوطنية (فلسطين الانتدابية)
النشرة الوطنية هي نشرة إخبارية صدرت عن حكومة فلسطين الانتدابية، بين الأعوام 1933 - 1934.
خرجت من القدس عن حكومة فلسطين الانتدابية، شددت النشرة الوطنية في الأعداد المتوفر على النهوض في قطاع الجمعيات، إما من خلال توسيع دوائر تمويلها والنشر حول نماذج جمعيات ناجحة كالتي موجودة في ألمانيا (بحسب الصحيفة).
لم يتم نشر أو توزيع النشرة الوطنية بوتيرة ثابتة، بل كان يتم نشرها على مدى فترات متباعدة (في أغلب الحالات). النشرة الاولة في 1 تشرين الثاني سنة 1933، والنشرة الثالثة في 3 تشرين الثاني سنة 1933. جاء في النشرة الاولة بان اضراب العرب ما زال مستمرا.
اهتمت النشرة بنشر الأخبار حول تأسيس وتسجيل الجمعيات الزراعية والصناعية لدى مسجل الجمعيات، ذلك من خلال التعريف بوظيفة مسجل الجمعيات التي استحدثتها الحكومة للمساعدة في تنظيم وإدارة الجمعيات.
جاء في الجريدة ما يلي: «كانت الحالة هادئة في جميع أنحاء فلسطين ليلة 30-31 تشرين الأول، ودام اضراب العرب بوجه عام. ولكنه لم تحدث اية حادثة في جميع أنحاء فلسطين طيلة هذا النهار. ولقد قام المندوب السامي ليدشن مرفأ حيفا رسميا حسب البرنامج المعدل الذي أعلن عنه البارحة، ولم يحضر الاحتفال أحد من المدعوين.»

## روابط خارجية
- أعداد من «النشرة الوطنية»